# 三尖叶猪屎豆
三尖叶猪屎豆（学名：Crotalaria micans），又名黃豬屎豆，是豆科猪屎豆属的植物。分布于非洲、亚热带、台湾岛以及中国大陆的广西、广东、福建、云南等地，生长于海拔50米至1,000米的地区，见于路边草地及山坡草丛中，目前已由人工引种栽培。

## 别名
美洲野百合（广州植物志） 、黄野百合（台湾植物志）

## 种下等级
- Crotalaria anagyroides H. B. K.